# Manneville-la-Raoult
Manneville-la-Raoult là một xã thuộc tỉnh Eure trong vùng Normandie miền bắc nước Pháp.